# Lista över franska dagstidningar
Detta är en lista över franska dagstidningar.

## Nationella
- Les Echos
- L'Équipe (sport)
- Le Figaro
- L'Humanité
- Libération
- Le Monde
- La Tribune

## Regionala
- L'Alsace
- Le Bien Public (Dijon)
- Groupe Centre-France
  - La Montagne
  - Le Berry Républicain
  - Le Journal du Centre
- La Charente Libre
- Le Courrier Picard
- Le Dauphiné Liberé
- La Dépêche du Midi
- Les Dernières Nouvelles d'Alsace
- L'Est républicain
- L'Indépendant (Pyrénées-Orientales)
- Le Journal de Saône et Loire
- Lyon Capitale
- Midi Libre
- Midi-Olympique
- Nice Matin
- Ouest-France
- Le Parisien
- Le Progrès de Lyon
- La Provence
- Le Républicain Lorrain
  - La République des Pyrénées
- Sud Ouest
- Le Télégramme de Brest
- La Voix du Nord